# Villa Alcarapi
Villa Alcarapi, es una comunidad indígena de Bolivia, ubicada al sudoeste del municipio de Pocoata de la provincia de Chayanta ubicada en el Departamento de Potosí, con una población de aproximadamente 500 habitantes.